# Военная техника Италии периода Второй мировой войны
Военная техника Италии периода Второй мировой войны — вооружение и боевая техника Италии (авиация, бронетехника, артиллерия, стрелковое оружие, боевые корабли), применявшиеся в период с 1939 по 1945 год (с момента нападения Германии на Польшу в сентябре 1939 года и до подписания капитуляции Японией в сентябре 1945 года).

## Бронетанковая техника
Бронетехника Италии во время Второй мировой войны по своим характеристикам отставала от боевой техники Германии и стран антигитлеровской коалиции. Она была представлена в основном танкетками CV-33, лёгкими танками Fiat 3000 и L6/40 и средними M11/39, M15/42, M14/41 и M13/40.
Тяжёлый танк P26/40 был произведен в 1940 году. Он считался тяжёлым по национальной итальянской классификации но имел массу среднего.

## Авиация
Авиация в Regia Aeronautica также была слабее, чем у противников. В качестве истребителей в начальный период войны использовались бипланы Fiat CR.32 и Fiat CR.42 Falco, которые затем были заменены на Macchi C.200 Saetta и Macchi C.202 Folgore. В качестве бомбардировщиков применялись такие самолеты как SM.79 Sparviero, SM.81 Pipistrello, Fiat BR.20 Cicogna и CANT Z.1007 Alcione.

## Артиллерия
В итальянской артиллерии использовались пушки сannone da 75/27 modello 11, горные гаубицы Obice da 75/18 и Cannone da 149/35 A. В качестве зенитных использовались 20-мм зенитные пушки 20/60 Breda mod.35 и Cannone-Mitragliera da 20/77, а в качестве противотанковых 47-мм Cannone da 47/32.
Самоходную артиллерию представляли лёгкие Semovente da 75/18 выпущенные в 1941. В 1942 году были выпущены лёгкие самоходные артиллерии Semovente da 75/34 и Semovente da 47/32. В 1943 году был представлен Semovente da 105/25 так же называемый таксой.

## Стрелковое оружие
В качестве стрелкового оружия использовались винтовки и карабины Каркано, пистолеты-пулеметы Beretta MAB 38, станковые пулеметы FIAT-Revelli M1914 и ручные Breda 30, а также пистолеты Beretta M1934 и Beretta M1923.

## Военно-морская техника
Военно-морской флот Италии включал линкоры «Андреа Дориа», «Джулио Чезаре», «Литторио» и «Витторио Венето», а также большое количество крейсеров например тяжёлый крейсер типа Зара Фиуме (1931) или тяжёлый крейсер Больцано (тяжёлый крейсер) , эсминцев и подводных лодок. Но из-за недостатка топлива в боевых действиях эти корабли принимали участие довольно ограниченно.